# Badminton 1924
Höhepunkte des Badmintonjahres 1924 waren die All England, die Irish Open und die Scottish Open.
==Internationale Veranstaltungen ==
| Veranstaltung | Herreneinzel | Dameneinzel      | Herrendoppel                     | Damendoppel                         | Mixed                               |
| ------------- | ------------ | ---------------- | -------------------------------- | ----------------------------------- | ----------------------------------- |
| All England   | Gordon Mack  | Kitty McKane     | George Alan Thomas Frank Hodge   | Margaret McKane Stocks Kitty McKane | Frank Devlin Kitty McKane           |
| Irish Open    | Frank Devlin | Marian Horsley   | G. S. B. Mack George Alan Thomas | A. M. Head Kitty McKane             | G. S. B. Mack Margaret Tragett      |
| Scottish Open | Gordon Mack  | Margaret Tragett | Gordon Mack R. A. J. Goff        | Margaret Tragett E. F. Stewart      | George Alan Thomas Margaret Tragett |